# 최혼 선생묘
최혼 선생묘는 대한민국 경기도 안산시 상록구에 있다. 1991년 11월 2일 안산시의 향토유적 제10호로 지정되었다.

## 개요
양주 최씨(楊州崔氏)의 중시조(中始祖) 독선당(獨善堂) 혼(渾 9世)이 연산군 5년(1498) 무오 사화(戊午士禍)를 피해 父인 자준(自濬), 祖父인 담(潭)를 모시고 현 안산시 사동 감자골로 입향(入鄕)한 이래 이곳에서 별세한 6대 13기(27명)의 무덤과 시조로부터 상계(6世가지) 7명의 제단이 보존되어 있는 안산시 소재 최대 규모의 묘역이다.